# Siouville-Hague
Siouville-Hague é uma comuna francesa na região administrativa da Normandia, no departamento Mancha. Estende-se por uma área de 6,38 km². Em 2010 a comuna tinha 1 024 habitantes (densidade: 160,5 hab./km²).